# Председник Покрајинске владе Војводине
Председник Покрајинске владе Војводине обавља функцију шефа владе Аутономне Покрајине Војводине, у оквиру Републике Србије.

## Службеници

### Социјалистичка Аутономна Покрајина Војводина
Странке

      КПВ/СКВ
| Бр.                                 | Име (рођење—смрт)            | Портрет | Почетак и крај функције | Почетак и крај функције | Политичка странка                                         |
| ----------------------------------- | ---------------------------- | ------- | ----------------------- | ----------------------- | --------------------------------------------------------- |
| Председници Владе 1945—1953         |                              |         |                         |                         |                                                           |
| 1                                   | Александар Шевић (1897–1975) |         | 9. април 1945.          | 5. септембар 1948.      | Комунистичка партија                                      |
| 2                                   | Лука Мркшић (1899—1976)      |         | 5. септембар 1948.      | 20. март 1953.          | Комунистичка партија преименована 1952. у Савез комуниста |
| Председници Извршног већа 1953—1990 |                              |         |                         |                         |                                                           |
| 1                                   | Стеван Дороњски (1919—1981)  |         | 20. март 1953.          | децембар 1953.          | Савез комуниста                                           |
| 2                                   | Геза Тиквицки (1917—1999)    |         | децембар 1953.          | 22. јул 1962.           | Савез комуниста                                           |
| 3                                   | Ђурица Јојкић (1914—1981)    |         | 22. јул 1962.           | 18. ју 1963.            | Савез комуниста                                           |
| 4                                   | Илија Рајачић (1923—2005)    |         | 18. јул 1963.           | 20. април 1967.         | Савез комуниста                                           |
| 5                                   | Стипан Марушић (1926—1974)   |         | 20. април 1967.         | октобар 1971.           | Савез комуниста                                           |
| 6                                   | Фрањо Нађ (1923—1986)        |         | октобар 1971.           | 6. мај 1974.            | Савез комуниста                                           |
| 7                                   | Никола Кмезић (1919—2009)    |         | 6. мај 1974.            | 5. мај 1982             | Савез комуниста                                           |
| 8                                   | Живан Марељ (рођен 1938)     |         | 5. мај 1982.            | мај 1986.               | Савез комуниста                                           |
| 9                                   | Јон Србован (1930—2018)      |         | мај 1986.               | 24. октобар 1989.       | Савез комуниста                                           |
| 10                                  | Средоје Ердељан (1939—2011)  |         | 24. октобар 1989.       | 1989.                   | Савез комуниста                                           |
| 11                                  | Јован Радић (рођен 1949)     |         | 1989.                   | 1990.                   | Савез комуниста                                           |

### Аутономна покрајина Војводина
Странке
  СПС,   ДС ,   СНС
| Бр.                                 | Име (Рођен–Смрт)               | Портрет | Мандат             | Мандат                   | Политичка паритја | Избори    |
| Бр.                                 | Име (Рођен–Смрт)               | Портрет | Почетак            | Крај                     | Политичка паритја | Избори    |
| ----------------------------------- | ------------------------------ | ------- | ------------------ | ------------------------ | ----------------- | --------- |
| Председници Извршног већа 1990–2009 |                                |         |                    |                          |                   |           |
| 11                                  | Јован Радић (рођен 1949)       |         | 1990.              | 1991.                    | СПС               | —         |
| 2                                   | Радоман Божовић (рођен 1953)   |         | 1991.              | 23. децембар 1991.       | СПС               | —         |
| (1)                                 | Јован Радић (рођен 1949)       |         | 23. децембар 1991. | јул 1992.                | СПС               | —         |
| 3                                   | Ковиљко Ловре (рођен 1954)     |         | јул 1992.          | фебруар 1993.            | СПС               | 1992      |
| 4                                   | Бошко Перошевић (1956–2000)    |         | фебруар 1993.      | 13. мај 2000. (Убијен) † | СПС               | 1996      |
| 5                                   | Дамњан Раденковић (рођен 1939) |         | 13. мај 2000.      | 23. октобар 2000.        | СПС               | —         |
| 6                                   | Ђорђе Ђукић (рођен 1948)       |         | 23. октобар 2000.  | 30. октобар 2004.        | ДС                | 2000      |
| 7                                   | Бојан Пајтић (рођен 1970)      |         | 30. октобар 2004.  | 14. децембар 2009.       | ДС                | 2004 2008 |
| Председници влада 2009–тренутно     |                                |         |                    |                          |                   |           |
| 1                                   | Бојан Пајтић (рођен 1970)      |         | 14. децембар 2009. | 20. јун 2016.            | ДС                | 2012      |
| 2                                   | Игор Мировић (рођен 1968)      |         | 20. јун 2016.      | 8. мај 2024.             | СНС               | 2016 2020 |
| 3                                   | Маја Гојковић (рођена 1963)    |         | 8. мај 2024.       | Тренутно                 | СНС               | 2023      |